# Auneuil
Auneuil är en kommun i departementet Oise i regionen Hauts-de-France i norra Frankrike. Kommunen ligger i kantonen Auneuil som tillhör arrondissementet Beauvais. År 2018 hade Auneuil 2 679 invånare.

## Befolkningsutveckling
Antalet invånare i kommunen Auneuil
| Referens: INSEE |